# 统计流形
数学中，统计流形是每点都代表一概率分布的黎曼流形，为信息几何提供了研究对象。费希尔信息度量提供了流形上的度量张量。根据这定义，对数似然函数是可微映射，分数是包含映射。

## 示例
所有正态分布可视为2维参数空间，参数为期望{\displaystyle \mu }与方差{\displaystyle \sigma ^{2}\geq 0}。由费希尔信息矩阵给出的黎曼度量可得统计流形，其几何模型是双曲几何。通过费希尔信息推断参数方程而非从似然函数出发，是绘制流形的一种方法。
统计流形的简单例子是物理学中的正则系综：是1维流形，温度T是坐标。对任何常温T，都有概率空间：因此对原子气体而言，它就是原子速度的概率分布，会随T的变化而变化。
另一个简单例子来自医学，即病人治愈概率分布与给药量的关系。在固定剂量下，有些病人的病情有所改善，有些则没有，这就是基本概率空间。若改变剂量，结果概率也会变化，因此剂量就是流形上的坐标。要成为微分流形，就要根据剂量的任意微小变化测量结果，这并不实际可行，除非已有了剂量-反映数学模型，其中剂量可以任意变化。

## 定义
令X为可定向流形，使{\displaystyle (X,\Sigma ,\mu )}为X上的测度。等价地，令{\displaystyle (\Omega ,{\mathcal {F}},P)}为关于{\displaystyle \Omega =X}的概率空间，其中σ-代数{\displaystyle {\mathcal {F}}=\Sigma }与概率{\displaystyle P=\mu }。
X的统计流形S(X)定义为X上所有测度{\displaystyle \mu }（σ-代数{\displaystyle \Sigma }不变）。注意这空间是无穷维的，通常认为是弗雷歇空间。S(X)的点都是测度。
与其处理无穷维空间S(X)，不如处理有限维子流形，由一组由光滑、连续变化的参数{\displaystyle \theta }参数化的概率分布给出定义即可。也就是说，只考虑由参数选择的测度。若参数{\displaystyle \theta }是n维的，那么子流形一般也是n维。所有有限维统计流形都可这样理解。